# 阿齐尼奥苏
阿齐尼奥苏是葡萄牙布拉干萨区的一个堂区。总面积30.71平方公里，总人口378人，人口密度12.3人/平方公里。